# گونگ ژیچوا
گونگ ژیچوا (انگلیسی: Gong Zhichao؛ زادهٔ ۱۵ دسامبر ۱۹۷۷) بدمینتون‌باز اهل چین است.